# HIJOS México
H.I.J.O.S. (Hijos por la Identidad y la Justicia contra el Olvido y el Silencio) México es una organización de hijos e hijas de desaparecidos, exiliados, asesinados y ex presos políticos de México y América Latina. También integran la organización personas sin parentesco sanguíneo con desaparecidas/os.
Persigue los mismos objetivos que la organización H.I.J.O.S. en Argentina y otros países, es decir los lineamientos de Memoria, Verdad y Justicia en contra de la represión por razones políticas y los procesos de terrorismo de Estado, dictaduras y violencias infringidas desde el Estado.
La organización se ocupa de documentar casos de desaparición forzada y realizar actividades que aporten a la construcción de la memoria y el combate a la impunidad.

## Historia
H.I.J.O.S México nació en el año 2000, cinco años después que en la Argentina. La primera reunión se realizó en el teatro-bar El Hábito, en Coyoacán.
Está integrada por hijos de personas desaparecidas en México, quienes crecieron junto a las integrantes del Comité Eureka.    

## Proyectos
A partir del 2007, empezaron a renombrar las calles de la Ciudad de México que llevaban el nombre de genocidas y represores mexicanos, por el nombre de una persona mexicana desaparecida porque “nadie merece vivir en una calle que lleva el nombre de un asesino y represor”. Por ejemplo, el 3 de septiembre de 2007, a la calle Gustavo Díaz Ordaz de la capital, la renombrado como Epifanio Avilés Rojas, desaparecido en 1969 en Guerrero. Se trata del primer caso de desaparición forzada que se ha documentado en México.
La organización ha realizado una serie de escraches públicos. El "escrache" es una manifestación performática y pacífica que consiste en recorrer la zona donde habita un represor, asesino o genocida sueloto, a fin de advertir a los vecinos que el peligro está cerca y libre. Se señala la casa donde la persona habita.
Entre los años 2006 y 2009 hizo "escraches" en el domicilio del expresidente Luis Echeverría Álvarez, señalado como responsable de la masacre estudiantil de Tlatelolco, perpetrada en 1968 en la Plaza de las Tres Culturas.
En el año 2011, realizaron un escrache al Campo Militar Número Uno (Ciudad de México), que ha sido centro clandestino de detención en la Ciudad de México, según testimonios de personas que estuvieron en ese lugar. La manifestación política y artística se realizó además como respuesta a una campaña de las Fuerzas Armadas, quienes proclamaban la supuesta apertura del espacio al invitar a la  ciudadanía a recorrer el campo en bicicleta. Los integrantes de H.I.J.O.S. exigieron que se abrieran archivos y detalles sobre el accionar represivo en ese lugar.
En el año 2018, colocaron una "baldosa de memoria" en la Avenida Tlalpan, de la capital mexicana, para recordar que allí funcionó una Oficina de Correos y 40 años antes en ese mismo lugar fue detenido-desaparecido Benjamín Maldonado, trabajador postal y estudiante, quien se encuentra desaparecido desde 1978.
Durante 2009, H.I.J.O.S. México comenzó a asistir mensualmente a la puerta de la Suprema Corte de Justicia de la Nación para exigir que investigue dónde están las personas desaparecidas y castigue a los responsables. Cada mes se realizaron acciones diferentes, performáticas en su mayoría, con mezcla de contenido político y sátira. A lo largo de los años en que se realizó la actividad, nunca la SCJN abrió sus puertas, ni salió algún funcionario a recibirlos.

## Pertenencias
- Red internacional de HIJOS